# Отрић-Сеоци
Отрић-Сеоци је насељено место и седиште општине Појезерје, Дубровачко-неретванска жупанија, Република Хрватска.

## Историја
До територијалне реорганизације у Хрватској налазило се у саставу старе општине Метковић.

## Становништво
На попису становништва 2011. године, Отрић-Сеоци су имали 657 становника.
| Број становника по пописима | Број становника по пописима | Број становника по пописима | Број становника по пописима | Број становника по пописима | Број становника по пописима | Број становника по пописима | Број становника по пописима | Број становника по пописима | Број становника по пописима | Број становника по пописима | Број становника по пописима | Број становника по пописима | Број становника по пописима | Број становника по пописима | Број становника по пописима |
| --------------------------- | --------------------------- | --------------------------- | --------------------------- | --------------------------- | --------------------------- | --------------------------- | --------------------------- | --------------------------- | --------------------------- | --------------------------- | --------------------------- | --------------------------- | --------------------------- | --------------------------- | --------------------------- |
| 1857                        | 1869                        | 1880                        | 1890                        | 1900                        | 1910                        | 1921                        | 1931                        | 1948                        | 1953                        | 1961                        | 1971                        | 1981                        | 1991                        | 2001                        | 2011                        |
| 0                           | 0                           | 380                         | 172                         | 501                         | 488                         | 738                         | 509                         | 513                         | 670                         | 667                         | 794                         | 807                         | 850                         | 841                         | 657                         |

Напомена: У 1981. настало спајањем насеља Отрић и Сеоци која су престала да постоје. За та бивша насеља садржи податке у 1880. те од 1900. до 1971, као и део података у 1890. У 1857. и 1869. подаци су садржани у насељу Позла Гора, као и део података у 1890.

### Попис1991.
На попису становништва 1991. године, насељено место Отрић-Сеоци је имало 850 становника, следећег националног састава:
| Попис 1991.‍ | Попис 1991.‍ | Попис 1991.‍ | Попис 1991.‍ | Попис 1991.‍ |
| ----------- | ----------- | ----------- | ----------- | ----------- |
|             |             |             |             |             |
| Хрвати      | Хрвати      |             | 824         | 96,94%      |
| Словенци    | Словенци    |             | 1           | 0,11%       |
| непознато   | непознато   |             | 25          | 2,94%       |
| укупно: 850 |             |             |             |             |